# Кимхэ (аэропорт)
Международный аэропорт Кимхэ (кор. 김해 국제공항?, 金海國際空港? Кимхэ кукчегонхан), (ИАТА: PUS, ИКАО: RKPK) — южнокорейский аэропорт совместного базирования, расположенный в западной части города Пусан. Является портом приписки и главным транзитным узлом (хабом) авиакомпании Air Busan.

## Общие сведения
Аэропорт был открыт в 1976 году в качестве военно-воздушной базы ВВС Республики Корея. 31 октября 2007 года в аэропорте введён в действие новый пассажирский терминал для обслуживания международных рейсов.
Взлётно-посадочная полоса 18L/36R в настоящее время используется только военно-воздушными силами, однако, вследствие постоянного роста объёмов коммерческих авиаперевозок рассматривается вопрос об использовании полосы и в гражданских целях.

## Авиакомпании и пункты назначения
↑ Рейс авиакомпании Lufthansa совершает промежуточную посадку в Сеуле, однако компания не имеет права перевозить пассажиров на отрезке между Сеулом и Пусаном

## Время работы
Международный аэропорт Кимхэ закрыт для приёма и отправления самолётов в период с 11 часов вечера до 6 часов утра.

## Авиапроисшествия и несчастные случаи
- 15 апреля 2002 года. Самолёт Boeing 767-200ER (регистрационный B-2552) авиакомпании Air China, следовавший регулярным рейсом 129 из Пекина в Пусан, при совершении посадки в аэропорту назначения врезался в холм в условиях плохой метеообстановки. Погибли 129 из 166 человек, находившихся на борту.

- 12 августа 2007 года. Лайнер Bombardier Dash 8 Q400 авиакомпании Jeju Air выкатился за пределы взлётно-посадочной полосы. Шесть человек получили травмы различной степени тяжести[4][5].